# Jaime Sunye Neto
Jaime Sunye Neto (Curitiba, Estado de Paraná, el 2 de mayo de 1957) es un Gran Maestro Internacional de ajedrez brasileño.

## Resultados destacados en competición

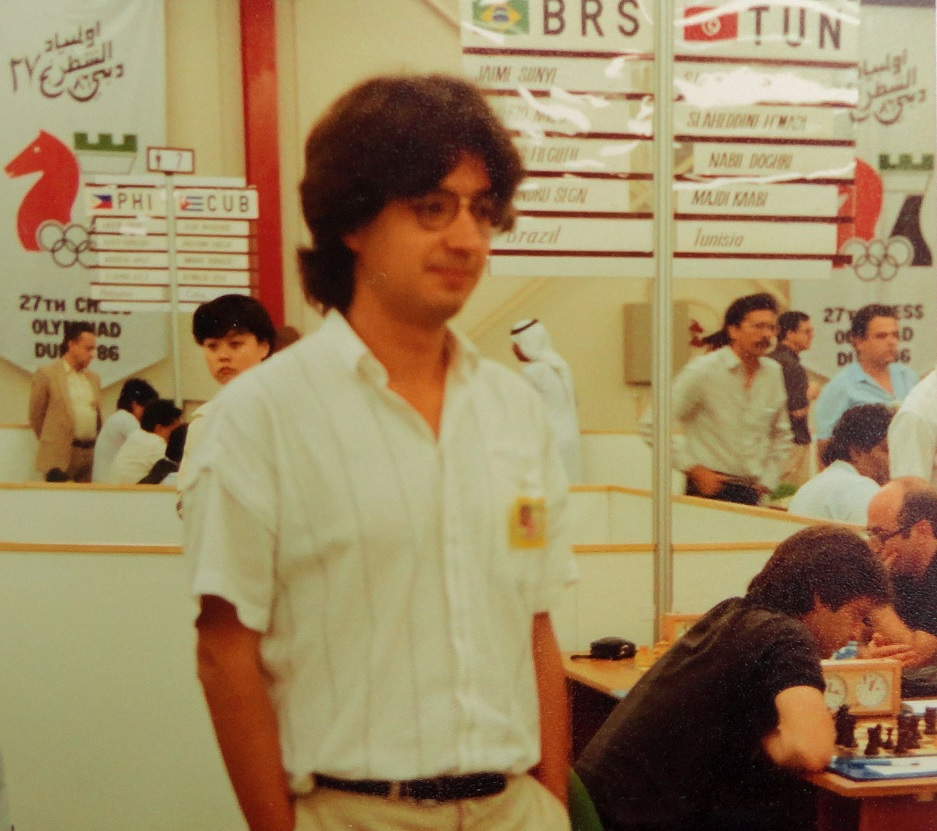
Jaime Sunye Neto, 1986 en Dubái

Fue siete veces ganador del Campeonato de Brasil de ajedrez en los años 1976, 1977, 1979, 1980, 1981, 1982 y 1983.
Participó representando a Brasil en diez Olimpíadas de ajedrez en los años 1980 en La Valeta, 1982 en Lucerna, 1984 en Salónica, 1986 en Dubái, 1990 en Novi Sad, 1992 en Manila, 1994 en Moscú, 1998 en Elistá, 2006 en Turín y 2008 en Dresde.